# ۲۰۰۳۷ دوک
سیارک ۲۰۰۳۷ (به انگلیسی: 20037 Duke، نامگذاری: 1992UW4) بیست هزار و سی و هفتمین سیارک کشف شده‌است که در ۲۰ اکتبر ۱۹۹۲ کشف شد.
قدر مطلق سیارک برابر ۱۲٫۳ است.